# Lobenthal (Adelsgeschlecht)

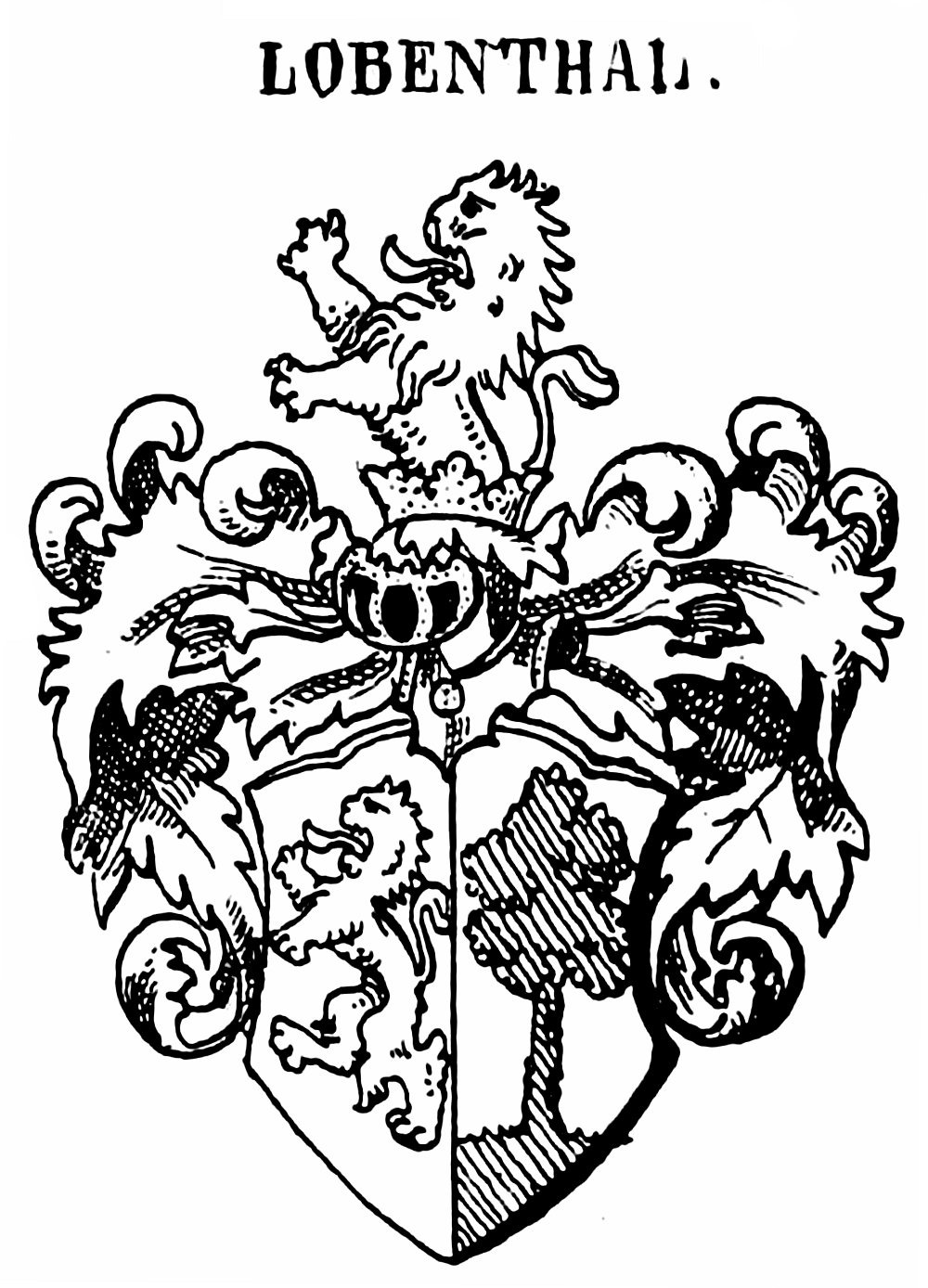
Wappen derer von Lobenthal

Lobenthal ist der Name eines 1713 nobilitierten deutschen Adelsgeschlechts.

## Geschichte
Der gräflich-stolbergische Kanzler Stephan Schuhmann aus Wernigerode, der im Dienst der Mutter des unmündigen Grafen Christian Ernst zu Stolberg-Wernigerode stand und fast alle Geschäfte des Grafenhauses in der Grafschaft Wernigerode an der Spitze der Verwaltung regulierte, bewarb sich am kaiserlichen Hof um die Erhebung in den Adelsstand, die nach Prüfung seiner Herkunft und seiner Verdienste 1713 genehmigt wurde. Als Adelstitel wurde Schu(h)mann von Lobenthal verliehen und gleichzeitig erfolgte die Verleihung eines Adelswappens. Die Kosten der Ausstellung der Adelsbriefes übernahm Schuhmann, dessen Nachfahren sich nur noch kurz von Lobenthal nannten.

## Wappen
Das gespaltene Wappen zeigt rechts einen Löwen (Tingierung unbekannt), links auf Silber einen grünen Baum. Auf dem Helm mit rechts grün–silbernen, (links Tingierung unbekannt) Helmdecken der Löwe wachsend.

## Persönlichkeiten
- Karl Friedrich Ludwig von Lobenthal (1766–1821), preußischer Generalmajor
- Günter Oeltze von Lobenthal (1911–nach 1988), deutscher Wirtschaftswissenschaftler (Namensträger, aber nicht Angehöriger der Stammlinie[2])